# Chaco Central
Il Chaco Central è la parte centrale delle tre regioni in cui è suddiviso il Gran Chaco.
È delimitato a nord dal  Río Pilcomayo (o Araguay) che lo separa dal Chaco Boreal; a sud dall'antico letto del Río Bermejo e del Río Teuco.
Nel corso dei tempi ha assunto molte denominazioni diverse: Llanos de Andrés Manso - Yapizlaga - Tierras de Gulgoritotá e Chaco Gualamba.

## Situazione geografica
La maggior parte del Chaco Central corrisponde alla provincia argentina di Formosa e a "La Banda Grande" o Chaco della Provincia di Salta, mentre a nordest si estende al Chaco di Tarija o "Monte Bravo"; a sud viene delimitato dall'antico letto del Río Bermejo che veniva un tempo chiamato Ypitá (che in lingua guaraní significa:acqua rossa); a nord i limiti visibili del Chaco Central sfumano in aree di avvallamento tettonico entro le quali scorre il Río Pilcomayo che dà luogo a zone umide come Estero de Patiño e Bañado La Estrella. Queste aree umide si sono molto ridotte durante il XX secolo per effetto degli interventi antropici.

## Caratteristiche
Il Chaco Central ha in linea di massima le stesse caratteristiche delle due altre regioni del Gran Chaco, il Chaco Boreal e il Chaco Austral. È coperto di boschi e foreste in particolare verso la zona montuosa di Aguaragüe, con la parte orientale umidificata dalle esondazioni dei fiumi Paraguay, Pilcomayo e Bermejo.